# توماس مرتون
السير توماس رالف ميرتون (بالإنجليزية: Sir Thomas Ralph Merton)‏ ـ (1888 ـ 1969) فيزيائي ومخترع وجامع تحف إنجليزي، عرف بأبحاثه حول المطيافية ومحززات الحيود. منح لقب سير سنة 1944 تقديراً لخدماته أثناء الحرب العالمية الثانية، كما منح وسام الإمبراطورية البريطانية من رتبة فارس سنة 1956. حصل على جائزة هولويك (بالإنجليزية: Holweck prize)‏ سنة 1951 ووسام رمفورد من الجمعية الملكية سنة 1958 «تقديراً لأبحاثه القيمة في المطيافية والبصريات».